# The Scooby-Doo Show
The Scooby-Doo Show is de verzamelnaam voor de afleveringen van de derde incarnatie van de Hanna-Barbera animatieserie Scooby-Doo. Een totaal van 40 afleveringen werden geproduceerd en uitgezonden tussen 11 september 1976 en 23 december 1978.

## Uitzendingen
De afleveringen werden telkens uitgezonden als onderdeel van een grotere serie. De eerste zestien afleveringen werden verwerkt in The Scooby-Doo/Dynomutt Hour (alias The Scooby-Doo/Dynomutt Show) in 1976. Acht afleveringen werden uitgezonden in Scooby's All-Star Laff-A-Lympics in 1977. Negen afleveringen werden uitgezonden onder de naam van de originele serie, Scooby-Doo, Where Are You!. Daarom worden deze negen afleveringen ook wel beschouwd als een soort derde seizoen van die serie. De laatste zeven afleveringen werden uitgezonden als onderdeel van Scooby's All-Stars.
Ondanks de jaarlijkse veranderingen in uitzendingen was “The Scooby Doo” show met 3 seizoenen en 40 afleveringen de grootste incarnatie van Scooby-Doo voor de introductie van Scrappy-Doo. In de jaren 80 werden de afleveringen uit alle drie de seizoenen uitgezonden onder de naam The Scooby-Doo Show.

## Overzicht
Toen Fred Silverman van CBS naar ABC kwam in 1975, nam hij de Scooby-Doo series mee. In 1976 maakte de serie zijn debuut op ABC als onderdeel van The Scooby-Doo/Dynomutt Hour.
De serie introduceerde een nieuw familielid van Scooby, die gedurende de hele show regelmatig opdook; Scooby’s neef Scooby-Dum. Tevens verving Pat Stevens Nicole Jaffe als de stem van Velma. Tijdens de eerste zestien afleveringen maakten de acteurs van Scooby-Doo gastoptredens in de andere show waar “The Scooby-Doo show” het scherm me deelde, Dynomutt, Dog Wonder.

## Afleveringen
De lijst hieronder toont enkel de 30 minuten durende Scooby-Doo afleveringen, niet de afleveringen van de andere serie waar “The Scooby-Doo Show” het scherm mee deelde.

### Seizoen 1 (1976, als onderdeel vanThe Scooby-Doo/Dynomutt Hour)
| 1.1                                                                                | "High Rise Hair Raiser"                           | 11 september, 1976  |
| 1.2                                                                                | "The Fiesta Host Is an Aztec Ghost"               | 18 september, 1976  |
| 1.3                                                                                | "The Gruesome Game of the Gator Ghoul"1           | 25 september, 1976  |
| 1.4                                                                                | "Watt A Shocking Ghost"                           | 2 oktober, 1976     |
| 1.5                                                                                | "The Headless Horseman of Halloween"1             | 9 oktober, 1976     |
| 1.6                                                                                | "Scared a Lot in Camelot"                         | 16 oktober, 1976    |
| 1.7                                                                                | "The Harum Scarum Sanitarium"                     | 23 oktober, 1976    |
| 1.8                                                                                | "The No-Faced Zombie Chase Case" 2                | 30 oktober 30, 1976 |
| 1.9                                                                                | "Mamba Wamba and the Voodoo Hoodoo"               | 6 november, 1976    |
| 1.10                                                                               | "The Frightened Hound Meets Demons Underground" 2 | 13 november, 1976   |
| 1.11                                                                               | "A Bum Steer for Scooby"                          | 20 november, 1976   |
| 1.12                                                                               | "There's a Demon Shark in the Foggy Dark"         | 25 november, 1976   |
| 1.13                                                                               | "Scooby-Doo, Where's the Crew?"                   | 27 november, 1976   |
| 1.14                                                                               | "The Ghost that Sacked the Quarterback"           | 4 december, 1976    |
| 1.15                                                                               | "The Ghost of the Bad Humor Man"                  | 11 december, 1976   |
| 1.16                                                                               | "The Spirits of '76"                              | 18 december, 1976   |
| Notities: 1. In deze afleveringen doet Scooby-Dum mee. 2. Titel vermeld op de DVD. |                                                   |                     |

### Seizoen 2 (1977, als onderdeel vanScooby's All-Star Laff-A-Lympics)
| 2.1                                                    | "The Curse of Viking Lake"               | 10 september, 1977 |
| 2.2                                                    | "Vampire Bats and Scaredy Cats"1         | 17 september, 1977 |
| 2.3                                                    | "Hang in There, Scooby-Doo"              | 25 september, 1977 |
| 2.4                                                    | "The Chiller Diller Movie Thriller"1     | 1 oktober, 1977    |
| 2.5                                                    | "The Spooky Case of the Grand Prix Race" | 8 oktober, 1977    |
| 2.6                                                    | "The Ozark Witch Switch"                 | 15 oktober, 1977   |
| 2.7                                                    | "The Creepy Cruise"                      | 22 oktober, 1977   |
| 2.8                                                    | "The Creepy Heap from the Deep"          | 29 oktober, 1977   |
| Notities: 1. In deze afleveringen deed Scooby-Dum mee. |                                          |                    |

### Seizoen 3 (1978, alsScooby-Doo, Where Are You!en onderdeel vanScooby's All-Stars)
| 3.1 | "Watch Out! The Willawaw!" 1                                                                             | 9 september, 1978  |
| 3.2 | "A Creepy Tangle in the Bermuda Triangle" 1                                                              | 16 september, 1978 |
| 3.3 | "A Scary Night With a Snow Beast Fright" 1                                                               | 12 september, 1978 |
| 3.4 | "To Switch a Witch" 1                                                                                    | 30 september, 1978 |
| 3.5 | "The Tar Monster" 1                                                                                      | 7 oktober, 1978    |
| 3.6 | "A Highland Fling With a Monstrous Thing" 1                                                              | 14 oktober, 1978   |
| 3.7 | "The Creepy Case Of Old Iron Face" 1                                                                     | 21 oktober, 1978   |
| 3.8 | "Jeepers, It's the Jaguaro" 1                                                                            | 28 oktober, 1978   |
| 3.9 | "Who Was That Cat Creature I Saw You With Last Night?" (a.k.a. "Make A Beeline Away From That Feline") 1 | 4 november, 1978   |
| 3.10 | "The Creepy Creature of Vulture's Claw"                                                                  | 11 November, 1978  |
| 3.11 | "The Diabolical Disc Demon"                                                                              | 18 november, 1978  |
| 3.12 | "Scooby's Chinese Fortune Kooky Caper"                                                                   | 25 november, 1978  |
| 3.13 | "A Menace in Venice"2                                                                                    | 2 december, 1978   |
| 3.14 | "Don't Go Near the Fortress of Fear"                                                                     | 9 december, 1978   |
| 3.15 | "The Warlock of Wimbledon"2                                                                              | 16 december, 1978  |
| 3.16 | "The Beast is Awake in Bottomless Lake" 2                                                                | 23 december, 1978  |
| Notities: 1. Deze afleveringen werden oorspronkelijk uitgezonden als derde seizoen van Scooby-Doo, Where Are You! 2. Deze afleveringen werden om onbekende reden niet uitgezonden tijdens het originele seizoen, maar pas meer dan 10 jaar later. | |                    |

## Rolverdeling
- Don Messick - Scooby-Doo
- Casey Kasem - Shaggy Rogers
- Frank Welker - Fred
- Pat Stevens - Velma
- Heather North – Daphne

## DVD-uitgave
De afleveringen uit 1976 werden uitgebracht op dvd samen met de Dynomutt afleveringen als The Scooby-Doo/Dynomutt Hour: The Complete Series op 7 maart, 2006.
De afleveringen uit 1978 werden op dvd uitgegeven als derde seizoen van Scooby-Doo, Where are You! op 10 april, 2007
. Ook de afleveringen die oorspronkelijk niet onder deze naam werden uitgezonden werden op deze dvd gezet.